# Viện Lịch sử Công an nhân dân (Việt Nam)
Viện Lịch sử Công an (X25) trực thuộc Tổng cục Chính trị Công an nhân dân có chức năng tham mưu công tác nghiên cứu, tổng kết lịch sử trong toàn ngành công an nhân dân

## Lịch sử hình thành
Ngày 9 tháng 7 năm 1965, thành lập Viện Lịch sử Công an

## Lãnh đạo hiện nay
- Viện trưởng: thiếu tướng Nguyễn Hồng Thái

## Viện trưởng qua các thời kỳ
- Thiếu tướng Nguyễn Bình Ban (—10/2017)
- Đại tá Nguyễn Hồng Thái (10/2017—)